# Архитектура Черногории
Архитектура Черногории сочетает в себе смесь многих влияний — от римского и венецианского до османского и современного времени.

## Характеристика

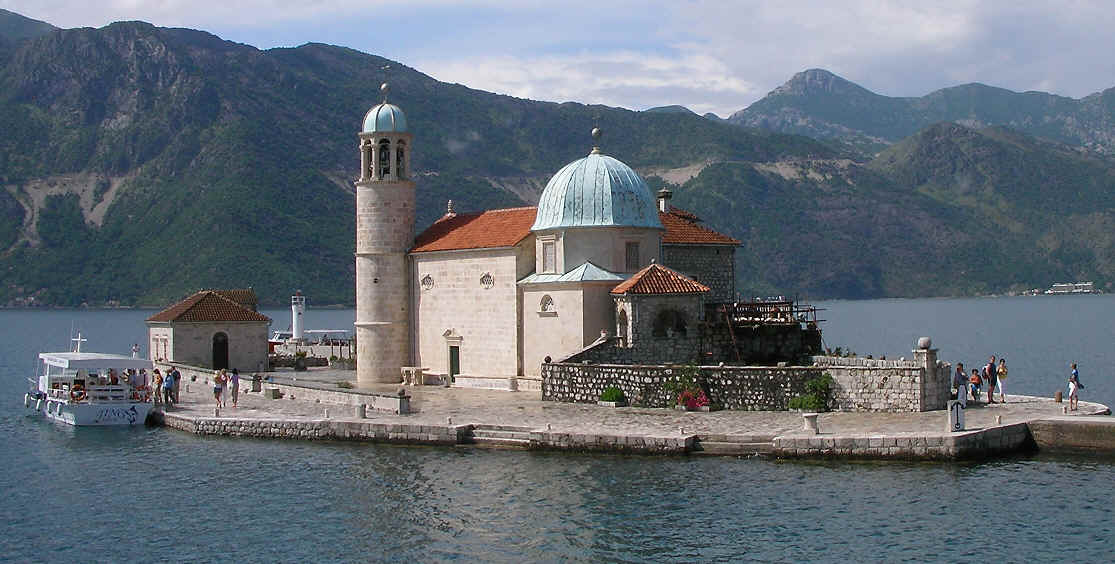
Госпа-од-Шкрпьела — остров в Которском заливе, расположенный напротив города Пераст.

В Черногории есть ряд важных культурных и исторических памятников, в том числе памятники дороманского периода, готики и барокко.
Прибрежный регион Черногории особенно известен своими религиозными памятниками, в том числе собором Святого Трифона, базилика Святого Луки (более 800 лет), Госпа-од-Шкрпьела, монастырь Савина, Цетинский монастырь и другие.
Эта область, которую иногда называют венецианской Черногорией, полна венецианской архитектуры, главным образом в Которе и Перасте. Древний город Которые зачислен ЮНЕСКО в список Всемирного наследия.
Воздействие византийской архитектуры и религиозных художественных произведений особенно очевидно во внутренних помещениях страны.
Большая часть архитектуры Черногории византийская, латинская или венецианская (готика, романский стиль, барокко) и османская.

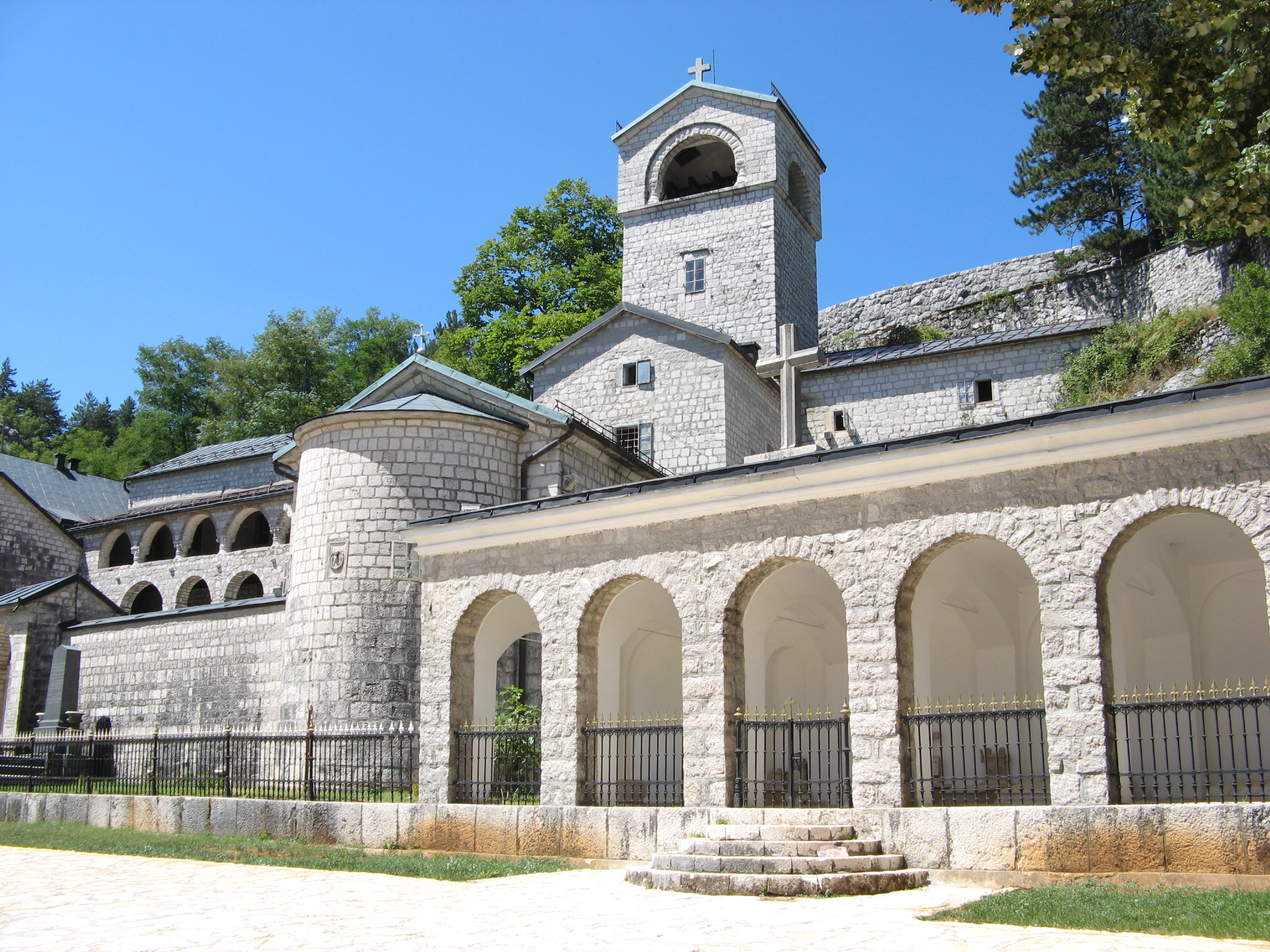
Цетинский монастырь в исторической столице Черногории, городе Цетине.

## Архитектура «Storica Cattaro» (по-венециански «Старый Котор»)
Четыре века венецианского господства придали городу типичную венецианскую архитектуру, благодаря которой Котор стал объектом всемирного наследия ЮНЕСКО.

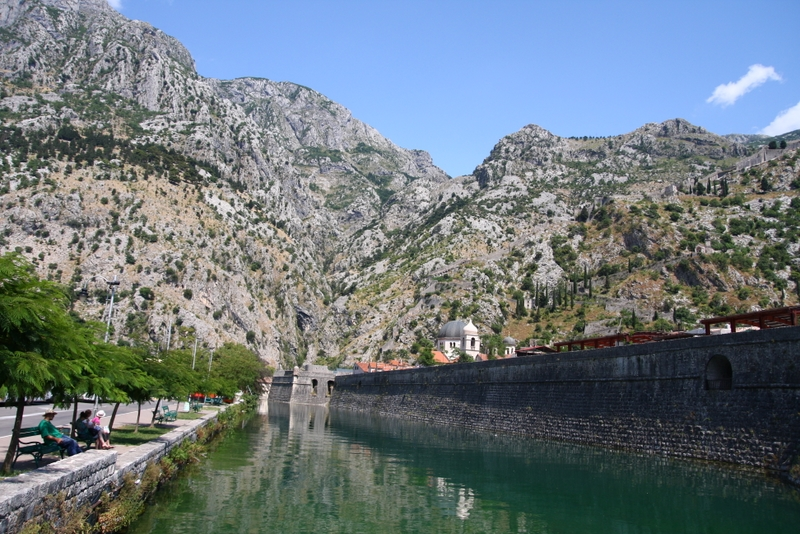
Венецианские укрепления Котора.

Венецианская система укреплений Котора (которую венецианцы называли «Каттаро»), защищающая её от моря, на самом деле является стеной 4.5 км в длину, высотой 20 м и шириной 15 м, и сохраняется ЮНЕСКО как одна из исторических ценностей в мире.
Сооружения валов строились и перестраивались вплоть до 18 века. Самыми старыми городскими воротами Каттаро из трех существующих в городе являются «Южные», которые были частично построены в IX веке. «Северные» и «Главные» ворота были построены в стиле ренессанс к первой половине XVI веке. Наиболее представительным памятником римской архитектуры на Адриатике является великолепный собор Святого Трифона, построенный в 1166 году на остатках бывшего храма IX века. Есть остатки фресок IX века и ценная сокровищница с домашними и венецианскими золотыми изделиями, датируемыми 14-20 веками.

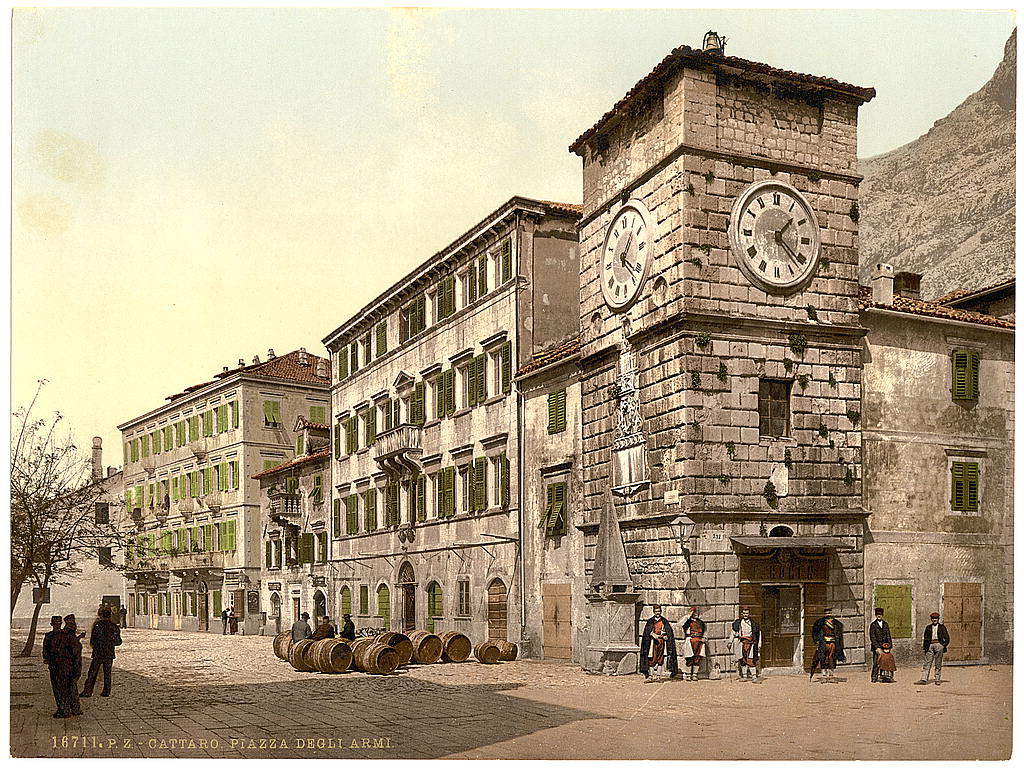
Открытка Старого Каттаро, на которой изображены типовые здания венецианской архитектуры и «Башня с часами»

Кроме Собора, в самом сердце старого города, есть образцы сакральной архитектуры от 12 до 20 века:
- Романская церковь Св. Луки была построена в 1195 году, а романская церковь Св. Аны датируется концом 12 века и имеет фрески 15 века.
- Романская церковь Святой Марии датируется 1221 годом. В церкви сохранились остатки монументальной фрески, а также раннехристианский баптистерий.
- Готическая церковь Святого Миховила была построена на остатках Благовещенского монастыря 7 века с фресками 15 века.
- Церковь Святой Клары датируется 14 веком с мраморным алтарем работы Франческо Кабьянки 18 века.
- Церковь Богородицы Здоровья берет свое начало с 15 века.
- Православная церковь Святого Николая была построена к началу 20 века с ценной коллекцией икон.

В Старом городе Которе также есть многочисленные дворцы венецианского стиля: «Дворец Драго» с готическими окнами из 15 века; «Дворец Византии» с 17 века; «Дворец Пима», с типичными венецианскими ренессансовыми и барочными формами с 16 века; «Дворец Грубония» со встроенной эмблемой старой которской аптеки, созданной в 1326 году; «Дворец Грегурина» из 17 века, который сегодня содержит Военно-морской музей, и наконец «Башня с часами» из 16 века, со средневековым столбом возле него.